# Spiegelnaht

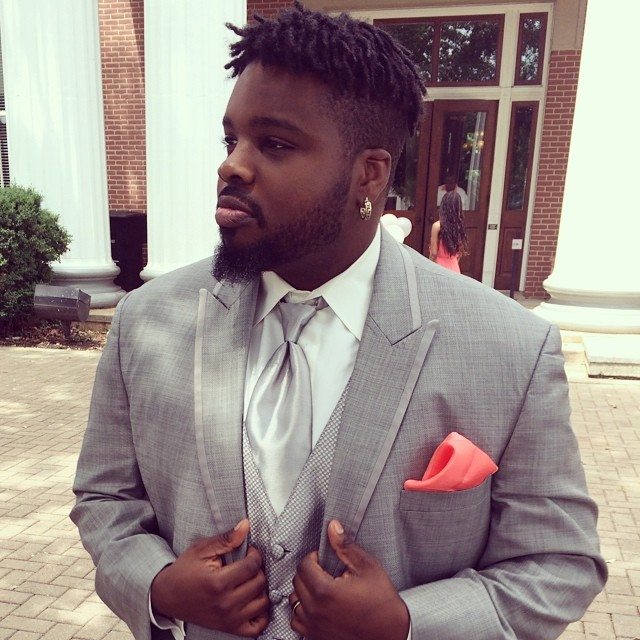
Spiegelnaht, die Naht zwischen Kragen und Revers

Die Spiegelnaht ist ein Begriff aus der Schneiderei. Bei einem Kleidungsstück ist dies die Verbindungsnaht zwischen Kragen und Revers.
Die Naht soll flach sein, jeweils eine exakte Ecke bilden und ohne Buckel schnurgerade verlaufen.